# La tía pobre
La tía pobre. Cuento de Haruki Murakami, incluido en el libro Sauce ciego, mujer dormida y escrito en 1991. El título original de la novela en japonés es "Binbo na obasan no hanashi".

## Trama
Este cuento, definitivamente onírico, en el que el narrador relata que vive con una tía pobre sobre la espalda durante unos meses gracias a una obsesión. La compañera de piso del narrador es el único elemento que le une con la realidad, que es más patente al principio y fin de la narración, durante el curso del cuento los vaivenes del protagonista recorren los paisajes más dispares.